# Modemakt

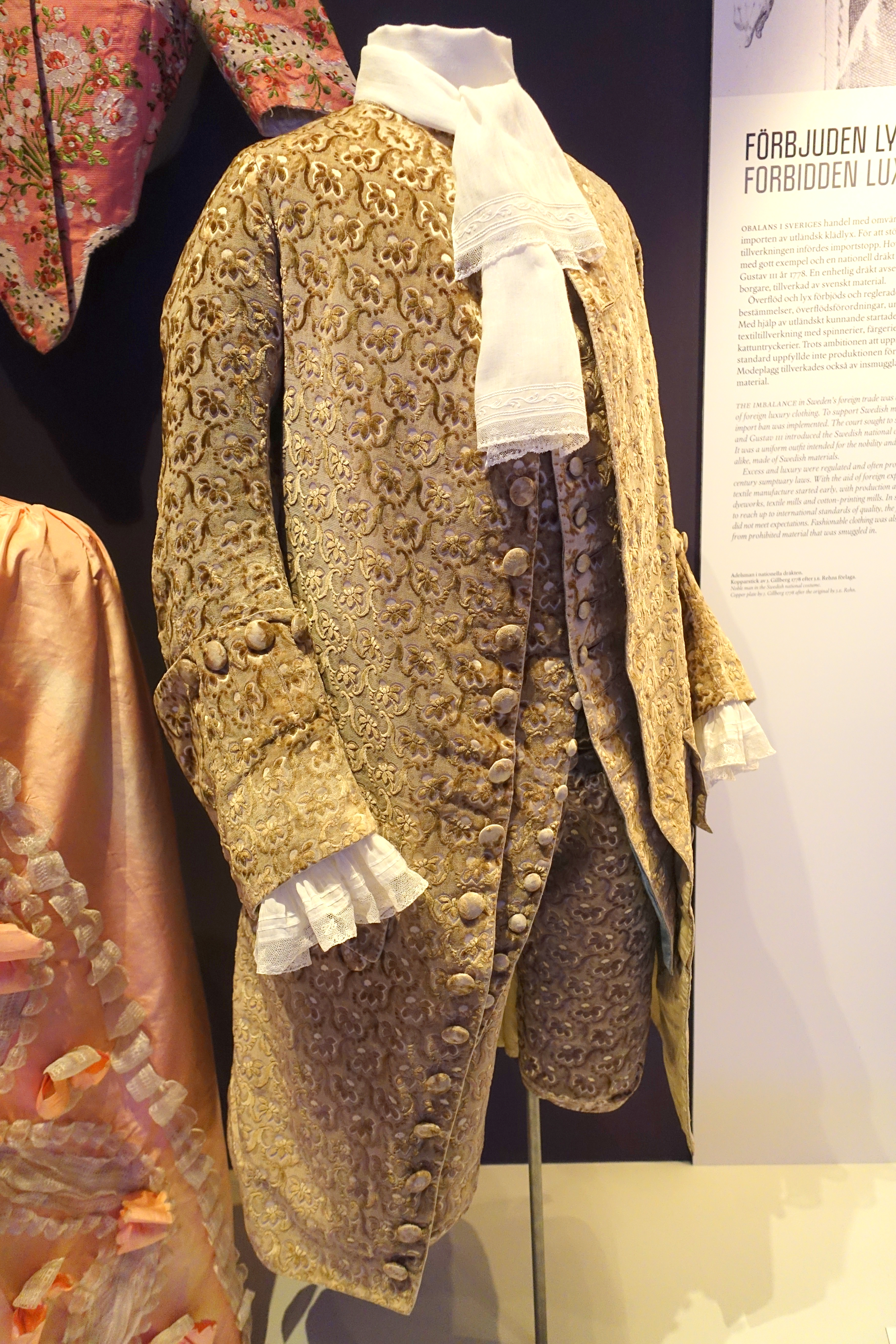
Dräkt från 1750-talet, buren av Jonas Alströmer. Foto från utställningen.

Modemakt – 300 år av kläder var en kulturhistorisk utställning om dräktskick på Nordiska museet i Stockholm. Utställningen visades 2010-2018.

## Beskrivning
Nordiska museets insamling var från början tydligt inriktad på kläder. Det första föremål som samlades in var ett förkläde från Stora Tuna socken i Dalarna. Museets grundare Arthur Hazelius inleder sin bok Skandinavisk-etnografisk samling med ”Några anvisningar vid insamlandet af folkdrägter och bohag m.m.” (s. 3–8). Den utkom 1873; samma år som museet grundades. Unikt för dåtidens insamling var den tonvikt som lades på möjlig dokumentation kring föremålen, med fotografier, berättelser och personhistoria. Dokumentationen kunde också innehålla beskrivningar av ”sockenboarnes förnämsta näringsfång och sysselsättning äfvensom deras lynne...” (s. 8) liksom uppteckningar av dialektala, lokala benämningar av föremålen.
Kläder och mode är idag ett av Nordiska museets profilområden, och utgör en omfattande del av samlingarna. Utställningen Modemakt – 300 år av kläder visade modet i klädedräkten, använd av människor från olika sociala samhällsskikt i Sverige. Vissa modeinfluenser i tiden representeras, genom bondesamhällets så kallade folkliga modedräkt, högre ståndens dräktskick, lokalt präglade folkdräkter samt ungdomsmode och arbetskläder från senare århundraden.
Kläderna ställdes ut i tre tidsnedslag: En slåtterfest i Mälartrakten på 1780-talet, ett torg i den växande industristaden på 1860-talet, samt i storstadens centrum på 1960-talet. Innehållet i utställningen belyste hur politik, ekonomi, idéströmningar, tekniska vinningar och tillgång till material påverkat vad människor i olika samhällsskikt och miljöer burit på kroppen.
Under 2017 kompletterades utställningen med ett samtida inslag, Me, My Selfie & I, där fyra ungdomar berättade om ungdomars samtida mainstreammode utifrån sina egna personliga perspektiv.